# ダルダニア

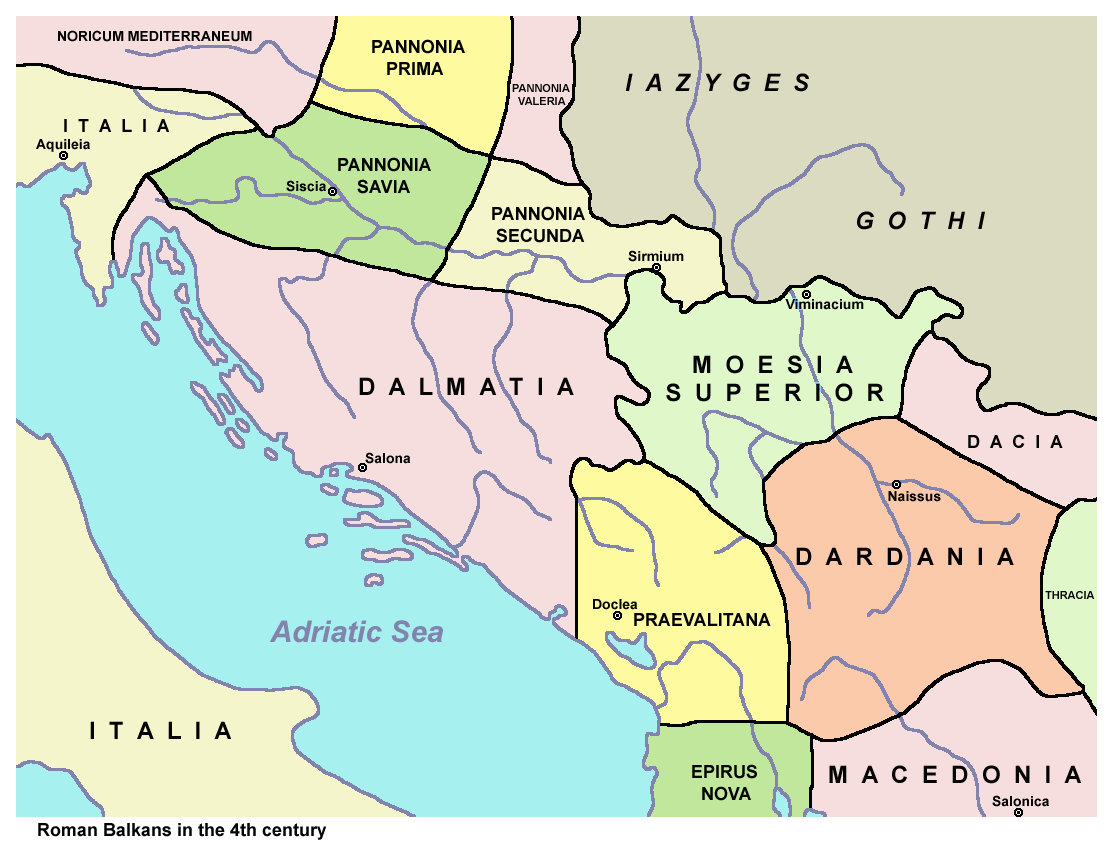
4世紀の行政改革後のバルカン半島西部のローマ属州。赤色がダルダニア。

ダルダニア (古代ギリシア語: Δαρδανία; ラテン語: Dardania) は、バルカン半島中央部、現在のコソボ周辺を指した古代の地域名であり、またそこに設置されたローマ帝国の属州の一つである。87年から284年まではモエシア属州および上モエシア属州内で使われた地域名だった。ディオクレティアヌス帝の時代に独立した属州となり、293年から337年まではモエシア管区に属する属州とされた。ダルダニアという名は、紀元前2世紀から紀元前1世紀にかけてローマに征服されたダルダニア人に由来する。

## 属州化以前
ダルダニアの先住民とされるダルダニア人については、イリュリア人であるとする説とトラキア系であるとする説がある。もともとこの地域にはトラキア人が住んでいて、イリュリア人との接触を重ねるうちに混在するようになったともいわれている。紀元前279年には、ケルト人がダルダニアに進出している 。紀元前179年、マケドニアのフィリッポス５世の差し金によってバステルナエ族がダルダニア人を征服したが、ダルダニア人は紀元前174年にこれを追放して独立した。さらに紀元前170年、弱体化の著しかったダルダニア人はアンティゴノス朝マケドニアにも破られた。紀元前168年、マケドニアとイリュリアが共和政ローマの保護国となった。紀元前2世紀半ばにケルト系のスコルディスキがダルダニア人を支配下に置いたというが、それ以降ダルダニア人に関する記録はしばらく途絶える。再び彼らが歴史上に登場するのは紀元前97年のことで、この時にマケドニアから侵攻したローマ軍に征服された。ダルダニア人の奴隷や解放奴隷の名からして、当時の彼らは古代バルカン諸語の「中央ダルマティア型」に属する言語を話していたとされる。その後、ダルダニアは早期にローマ化していった。

## ローマ支配下の行政
ローマに征服された旧ダルダニア王国の領域は、モエシア属州の一部とされた。ドミティアヌス帝期の86年、モエシアは上モエシア（モエシア・スペリオル）と下モエシア（モエシア・インフェリオル）に分割され、上モエシアの一部を成す地域がダルダニアと呼ばれるようになった。2世紀の地理学者クラウディオス・プトレマイオスは、ダルダニアを上モエシアの「特別な地域」と呼んでいる。
ディオクレティアヌス帝 (在位:284年–305年)は、バルカン半島の大部分を管轄するモエシア管区を設置し、その中に改めて11属州を置いた。その中の一つに、ダルダニア属州があった。旧上モエシア属州が、おそらくディオクレティアヌスのもとでダルダニアとモエシア・プリマという2つの属州に分割されたのである 。コンスタンティヌス1世の治世中もしくはその後に、ダルダニアとトラキアから一部分ずつをとってダキア・メディテラネア属州が設置された。モエシア管区はたびたび分割されて小さくなったが4世紀後半、モエシア管区とダキア管区が統合されてイリュリクム道が設置された。これは当初のモエシア管区とほぼ同じ範囲を覆うことになった。

## 宗教
3世紀までのバルカン人におけるキリスト教についてはあまり分かっていないが、325年の第1ニカイア公会議にはダルダニア出身の「マケドニアのダクス」という聖職者が出席している。

## 経済
350年ごろに編纂されたExpositio totius mundiによると、ダルダニアはマケドニアにチーズやラードを供給していた。

## 都市
紀元前1世紀のダルダニア戦争（紀元前75年-73年）の際、ローマ軍はナイッソス（ラテン名ナイスス、現ニシュ）を占領し、これを軍団所在地とした。この都市は、トラキア人の地域のすぐ北を押さえているという戦略的重要性から、上モエシアにおける重要な軍事拠点として、また大きな市場として発展した。またローマ人は、鉱山都市ムニキピウム・ダルダニクムを建設している。

ローマ時代のダルダニアの主要都市は、スクピ（スコピエ）、ナイスス（ニシュ）、ウルピアーナ（リプリャン）であった。上モエシア時代のダルダニアには、この3都市のほかにテランダ（プリズレン）、ウィキアヌム、ウィンデニス、ウェラニス、ダルダパラ、クェメダウァ、ダマスティオンといった都市があった。

## その後

6世紀バルカン半島の行政区画

5世紀、ローマ帝国が東西に分裂した後、ダルダニアは東ローマ帝国に属した。プロコピオス (500年–560年)はバルカン半島の地理を説明するためにかつてのローマ帝国の属州区画を使用したため、彼の著作にはダルダニアの名が残っている。"Buildings of Justinian" 第4巻によると、ユスティニアヌス1世期にはダルダニアで8つの要塞が新設され、61の要塞が再建された。この皇帝は、特にダルダニアの再建に力を注いだ。しかしダルダニアは518年の地震で壊滅的な被害を受け、それに続いた飢饉によって人口が激減し、帝国辺境を形成するだけの防衛力を失ってしまった。6世紀、ダルダニアをはじめとしたバルカン半島はスクラヴィやアントなどのスラヴ人に席巻されることになる。